# 謝龍介
謝龍介（1961年10月3日—），中國國民黨籍政治人物，現任立法委員、國民黨臺南市黨部主任委員。曾任臺南市議會議員、國民黨副祕書長、文傳會發言人。其議員任期從2002年連任至2022年。曾於2012、2016、2019和2020年參選立委以及2022年臺南市市長選舉，均落敗。2024年以排名第十當選不分區立委。

## 政治生涯

### 台南市議員
謝龍介1990年代時曾任臺南市北區安民里里長。1998年時參選台南市議員落選。2002年時再度參選台南市議員，當選。
2004年時連戰見謝龍介主持活動時口條流利，故提拔他擔任文傳會發言人。隔年馬英九競選中國國民黨主席，謝龍介為其助選而辭去文傳會發言人一職，成為「馬陣營」一員。
2006年謝龍介投入百萬人民倒扁運動，9月19日與郭和元、翁榮一和洪玉鳳等數名台南市議員於台南市議會前展開連續7日的靜坐活動，首日便發生倒扁與挺扁民眾相互衝突的場面。
2008年首度當選中國國民黨中央常務委員。

### 參選台南市長
2009年通過國民黨黨內初選，獲提名參選原省轄市台南市市長，後因台南縣、市合併升格為直轄市而停止選舉。
2022年9月1日，謝龍介在國民黨主席朱立倫陪同下，登記參選臺南市市長， 後敗於現任市長黃偉哲。

### 國民黨臺南市黨部主委
2017年10月，當選國民黨臺南市黨部主委。
2024年4月，再度擔任國民黨臺南市黨部主委。

### 立法委員
2023年11月19日，被列入國民黨2024年不分區立委參選名單第十名，並在2024年當選。
2024年，表態參選台南市市長，並承諾當選後只做一任。

## 爭議

### 性別歧視

#### 言語羞辱陳菊身材
在2006年高雄市市長選舉中，謝龍介在國民黨候選人黃俊英競選總部舉辦成立大會上脫口說出「冬瓜菊」形容民進黨候選人陳菊（消遣其身材），遭外界視為失言，也使綠營以此反擊黃俊英。最後黃俊英親赴陳菊總部送花「致意」。

#### 用「妓女」諧音形容蔡英文
2019年11月，謝龍介在國民黨總統參選人韓國瑜的造勢場合上利用台語「其女」的諧音連結「妓女」來形容蔡英文。

#### 稱「女人拉票可拉到房間」
2019年12月，謝龍介在板橋為立委參選人柯志恩輔選時，聲稱「女人拉票最有用，可以拉到房間」。

### 使用髒話

#### 用「狗囝」形容民進黨議員
2022年9月，謝龍介在臺南市議會總質詢上，以不雅言詞「狗囝」形容民進黨議員邱莉莉。對此，謝龍介表示只願向臺南市民道歉。

#### 對罷免團體說「另工（改天）生囝無尻川，你抑毋知影」
2025年5月，謝龍介在為被連署罷免的立委羅廷瑋站臺時，對罷免團體說出不雅言詞。對此，謝龍介回應此話是長輩提醒晚輩的用語，而且認為自己被抹黑、說的話被斷章取義。而罷免團體到台中地檢署控告謝公然侮辱。

### 文旦之亂
2019年3月謝龍介投入台南市第二選區立法委員補選時，找來助選的果農稱前一年文旦滯銷，200萬噸文旦被倒在曾文水庫。外界質疑，倒入200萬斤文旦的水庫湖面會全是文旦，根本不可能。農委會出面澄清並無此事，南水局也指出，大量亂丟一定會被巡查發現，更會影響水庫取水，絕不可能。後來因說法太誇張而又改口「200萬斤文旦倒在曾文溪畔」。該陳姓柚農所稱「受到去年8月23日水災影響的文旦補助都沒下來」的言論也引起農糧署回應，在2018年10月2日就已撥付天然災害救助金，並且經洽陳姓農友確認，他也回應已收到本署撥付救助金無誤。

### 謊稱親眼看過追蹤器
2019年8月20日，時任高雄市長韓國瑜稱座車可能遭安裝追蹤器。之後謝龍介在東森新聞台的關鍵時刻節目當中，聲稱「我有看過」、「不是在引擎裡面，應該是在引擎下方、車底下」。但高雄市新聞局長王淺秋受訪時提到，「追蹤器目前只是合理懷疑，並沒有查到在引擎蓋或其他地方，但疑慮是非常高的」。8月22日謝龍介受訪時改口說他看到的是疑似追蹤器的電線。

### 被指控重傷害、殺人未遂
2024年5月，立法院因職權修法爭議發生肢體衝突，邱志偉指控遭廖偉翔、邱鎮軍與黃健豪從高處推落至主席台，又被謝龍介拉扯，因而頭部後側著地。台大醫院診斷為頭部外傷腦震盪、頸部鈍挫傷，邱志偉因而對邱鎮軍、謝龍介、廖偉翔與黃健豪等人提出殺人未遂以及重傷害告訴。

## 公眾形象
謝龍介經常使用臺灣話，且能夠在議會質詢及政論節目全程以該語言發言。有些媒體謠傳是「苦練臺灣話有成的外省人」，他說這是誤傳，他是不折不扣的本省閩南人。當初是因為一名外省籍的民意代表主持電台節目時稱讚他「外省眷村子弟卻能講得一口臺語」，結果臺南市前市長許添財得知後在政壇廣傳，連前政務委員楊秋興都以為他是外省人。

## 知名言論
2017年9月5日，謝龍介在賴清德確定接任行政院院長後，對賴清德表示自己無論天涯海角都會追過去，並且「一生只監督你一人」。

## 個人生活
謝龍介1991年與李佳芬結婚。信仰道教、佛教。

## 選舉紀錄
| 年度 | 選舉屆數               | 選舉區                                 | 所屬政黨   | 得票數    | 得票率 | 當選標記 | 備註 |
| ---- | ---------------------- | -------------------------------------- | ---------- | --------- | ------ | -------- | ---- |
| 1998 | 第十四屆臺南市議員選舉 | 臺南市第四選舉區                       | 中國國民黨 | 3,420     | 6.69%  |          |      |
| 2002 | 第十五屆臺南市議員選舉 | 臺南市第四選舉區                       | 中國國民黨 | 2,826     | 6.66%  |          |      |
| 2005 | 第十六屆臺南市議員選舉 | 臺南市第四選舉區                       | 中國國民黨 | 7,549     | 13.57% |          |      |
| 2010 | 第一屆臺南市議員選舉   | 臺南市第十一選舉區                     | 中國國民黨 | 10,451    | 14.98% |          |      |
| 2012 | 第八屆立法委員選舉     | 臺南市第三選舉區 （2010－2016）        | 中國國民黨 | 84,095    | 37.23% |          |      |
| 2014 | 第二屆臺南市議員選舉   | 臺南市第十一選舉區                     | 中國國民黨 | 11,354    | 17.82% |          |      |
| 2016 | 第九屆立法委員選舉     | 臺南市第三選舉區 （2010－2016）        | 中國國民黨 | 53,705    | 25.73% |          |      |
| 2018 | 第三屆臺南市議員選舉   | 臺南市第八選舉區                       | 中國國民黨 | 23,893    | 22.94% |          |      |
| 2019 | 第九屆立法委員補選     | 臺南市第二選舉區 （2010－2016）        | 中國國民黨 | 59,194    | 44.31% |          |      |
| 2020 | 第十屆立法委員選舉     | 全國不分區及僑居國外國民立法委員選舉區 | 中國國民黨 | 4,723,504 | 33.36% |          |      |
| 2022 | 第四屆臺南市市長選舉   | 臺南市                                 | 中國國民黨 | 387,731   | 43.63% |          |      |
| 2024 | 第十一屆立法委員選舉   | 全國不分區及僑居國外國民立法委員選舉區 | 中國國民黨 | 4,764,576 | 34.58% |          |      |

## 主持作品

### 網路節目
| 主持年份                    | 頻道    | 節目           | 備註       |
| --------------------------- | ------- | -------------- | ---------- |
| 2023年8月14日-2024年1月12日 | YouTube | 《政治仙知道》 | 搭檔克萊兒 |

### 廣播節目
| 主持年份                  | 頻道       | 節目         | 備註               |
| ------------------------- | ---------- | ------------ | ------------------ |
| 2021年～至今              | 中廣新聞網 | 《中廣論壇》 | 每週四早上10點播出 |
| 2024年7月1日-2024年7月3日 | 中廣流行網 | 《人來瘋》   | 代班主持人         |

## 戲劇演出
| 年度   | 片名                 | 角色 | 備註     |
| ------ | -------------------- | ---- | -------- |
| 2019年 | 《辛普森家庭》中文版 | 旁白 | 台語配音 |

## 外部連結
- 謝龍介的Facebook專頁
- YouTube上的謝龍介頻道
- 謝龍介的Instagram帳戶
- 謝龍介的TikTok
- 謝龍介的Twitch频道
- 謝龍介的Threads
- 謝龍介的官方LINE
- 謝龍介的17直播